# St. Nikolaus (Haag)

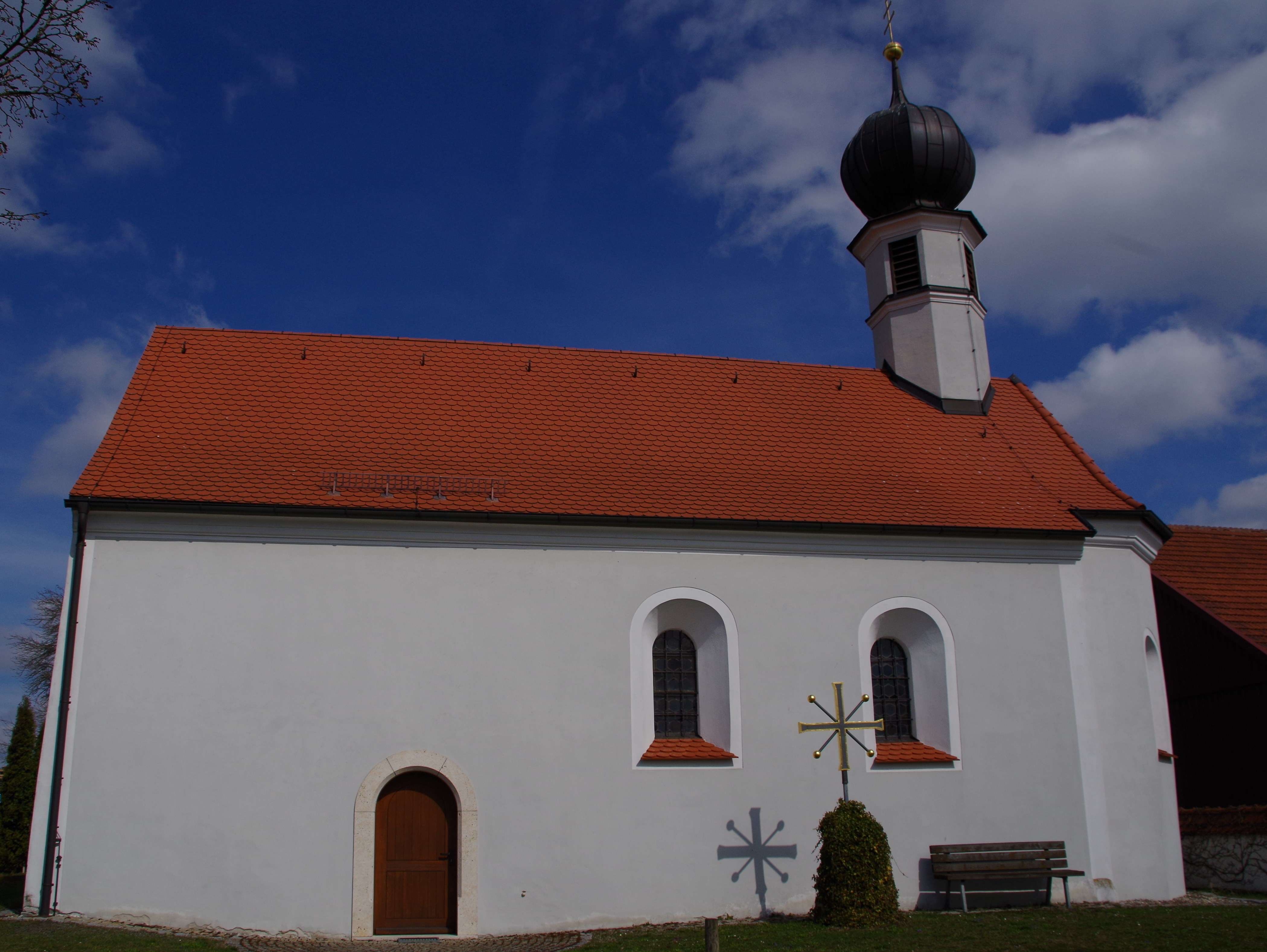
St. Nikolaus (Haag)

Die römisch-katholische, denkmalgeschützte Filialkirche St. Nikolaus steht in Haag, einem Gemeindeteil der Stadt Hemau im Landkreis Regensburg der Oberpfalz. Sie gehört zur Pfarrei Mariä Heimsuchung im Dekanat Laaber des Bistums Regensburg. Das Bauwerk ist unter der Denkmalnummer D-3-75-148-56 als Baudenkmal in die Bayerische Denkmalliste eingetragen.

## Beschreibung
Die Saalkirche wurde 1699 unter Verwendung der Mauern des Langhauses des romanischen, 1634 zerstörten Vorgängers neu gebaut. Sie besteht aus einem Langhaus und einem kurzen, eingezogenen, polygonal geschlossenen Chor im Osten. Aus dem Satteldach des Langhauses erhebt sich im Westen ein achteckiger Dachreiter, der den Glockenstuhl beherbergt und mit einer Zwiebelhaube bedeckt ist. Das Gewölbe des Chors ruht auf Pilastern. Die hölzerne Decke des Langhauses wurde 1935 gemeinsam mit dem Dachstuhl erneuert. Zur Kirchenausstattung gehört ein Hochaltar aus der 2. Hälfte des 17. Jahrhunderts, dessen Altarretabel 1902 überarbeitet wurde. Seine Säulen werden von Statuen flankiert, die den Johannes Evangelist und den Stephanus darstellen. Im Langhaus befinden sich spätgotische Statuen, u. a. der Muttergottes und des heiligen Nikolaus.